# Antipartícula

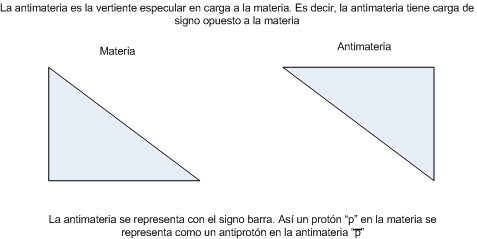
División del universo en materia y antimateria.

En física de partículas, a cada tipo de partícula se le asocia una antipartícula con la misma masa, pero con cargas físicas opuestas (como la carga eléctrica). Algunas partículas son idénticas a su antipartícula, como por ejemplo el fotón, que no tiene carga. Pero no todas las partículas de carga neutra son idénticas a su antipartícula. Siempre hemos tenido la impresión de que las leyes de la naturaleza parecían haber sido diseñadas para que todo fuese simétrico entre partículas y antipartículas hasta que los experimentos de la llamada violación CP (violación carga-paridad) encontraron que la simetría temporal se violaba en ciertos sucesos de la naturaleza. El exceso observado de bariones con respecto a los anti-bariones, en el universo, es uno de los principales problemas sin respuesta de la cosmología.
Los pares partícula-antipartícula pueden aniquilarse entre ellos si se encuentran en el estado cuántico apropiado. Estos estados pueden producirse en varios procesos. Estos procesos se usan en los aceleradores de partículas para crear nuevas partículas y probar las teorías de la física de partículas. Los procesos de altas energías en la naturaleza pueden crear antipartículas, y estos son visibles debido a los rayos cósmicos y en ciertas reacciones nucleares. La palabra antimateria se refiere a las antipartículas elementales, los compuestos de antipartículas hechos con éstas (como el antihidrógeno) y formaciones mayores que pueden hacerse con ellos.

Ilustración de la carga eléctrica de las partículas (izquierda) y las antipartículas (derecha). De arriba abajo; electrón/positrón, protón/antiprotón, neutrón/antineutrón.

Las leyes de la naturaleza son casi simétricas con respecto a las partículas y antipartículas. Por ejemplo, un antiprotón y un positrón pueden formar un antihidrógeno [que se cree que tiene las mismas propiedades que un átomo de hidrógeno. Esto lleva a preguntarse por qué la formación de materia tras el Big Bang dio lugar a un universo formado casi enteramente por materia, en lugar de ser una mezcla a medias de materia y antimateria. El descubrimiento de la violación de la paridad de carga ayudó a esclarecer este problema al demostrar que esta simetría, que originalmente se creía perfecta, era sólo aproximada.
Dado que carga es conservada, no es posible crear una antipartícula sin destruir otra partícula de la misma carga (como ocurre, por ejemplo, cuando se producen antipartículas de forma natural mediante desintegración beta o la colisión de rayos cósmicos con la atmósfera terrestre), o mediante la creación simultánea de una partícula y su antipartícula, lo que puede ocurrir en aceleradores de partículas como el Gran Colisionador de Hadrones del CERN.
Aunque las partículas y sus antipartículas tienen cargas opuestas, las partículas eléctricamente neutras no tienen por qué ser idénticas a sus antipartículas. El neutrón, por ejemplo, está hecho de quarks, el antineutrón de antiquarks, y se distinguen entre sí porque neutrones y antineutrones se aniquilan al entrar en contacto. Sin embargo, otras partículas neutras son sus propias antipartículas, como fotóns, Z0  bosones, π0
 mesóns, e hipotéticos gravitóns y algunas hipotéticas partículas masivas débilmente interactuantes.

## Historia

### Experimento
En 1932, poco después de la predicción del positrón por Dirac, Carl D. Anderson encontró que las colisiones de los rayos cósmicos producían estas partículas dentro de una cámara de niebla —un detector de partículas donde los electrones o los positrones que se mueven a través de él dejan detrás de ellos trayectorias, marcando su movimiento por el gas—. La relación entre la carga eléctrica y la masa de una partícula puede medirse observando las curvas que marcan en su camino por la cámara de niebla dentro de un campo magnético. Originalmente los positrones, debido a que sus trayectorias también se curvaban, fueron confundidos con electrones que viajaban en la dirección opuesta.
El antiprotón y el antineutrón fueron encontrados por Emilio Segrè y Owen Chamberlain en 1955, en la universidad de California. Desde entonces se han creado las antipartículas de muchas otras partículas subatómicas en los experimentos con aceleradores de partículas. En años recientes, se ha conseguido generar átomos completos de antimateria compuestos por antiprotones y positrones, recolectados en trampas electromagnéticas.

### Teoría de Dirac
...el desarrollo de la teoría cuántica de campos hizo innecesaria la interpretación de las antipartículas como huecos, incluso aunque desafortunadamente aún persiste en muchos libros de texto.

Las soluciones de la ecuación de Dirac contenían estados cuánticos de energía negativa. Como resultado un electrón siempre podría radiar energía cayendo en un estado de energía negativa. Incluso peor que eso, podría estar radiando una cantidad infinita de energía porque habría disponibles infinitos estados de energía negativa. Para resolver esta situación que iba contra la física, Dirac postuló que un "mar" de electrones de energía negativa llenaban el universo, ya ocupando todos los estados de energía negativa de forma que, debido al principio de exclusión de Pauli ningún otro electrón podría caer en ellos. Sin embargo, a veces, una de estas partículas con energía negativa podría ser elevada desde este mar de Dirac a un nivel de energía mayor para convertirse en una partícula de energía positiva. Pero, cuando era elevada, esta partícula dejaba un hueco detrás en el mar, que actuaría exactamente como un electrón de energía positiva pero con carga contraria. Dirac interpretó estos electrones inversos como protones, y llamó por eso a su artículo de 1930 Una teoría de electrones y protones.
Dirac ya era consciente del problema de que esta representación implicaba una carga negativa infinita para el universo, e intentó argumentar que nosotros percibiríamos este estado como el estado normal de carga cero. Otra dificultad que esta teoría encontraba era la diferencia entre las masas del electrón y el protón. Aquí Dirac intentó solucionarlo argumentando que esto se debía a las interacciones electromagnéticas con ese "mar", hasta que Hermann Weyl probó que la teoría de huecos era completamente simétrica entre las cargas negativas y positivas. Dirac también predijo una reacción e- + p+ → γ + γ (en la que el electrón y el protón se aniquilaban para dar dos fotones). Robert Oppenheimer e Ígor Tam probaron que esto causaría que la materia ordinaria desapareciera demasiado deprisa. Un año más tarde, en 1931, Dirac modificó su teoría y postuló el positrón, una partícula nueva de la misma masa que el electrón. El descubrimiento de esa partícula el año siguiente eliminó las dos últimas objeciones a su teoría.
Sin embargo permanecía el problema de la carga infinita del universo. También, como ahora sabemos, los bosones (partículas con spin entero) también poseen antipartículas, pero estos no obedecen el principio de exclusión de Pauli, así que la teoría de los huecos no funciona con ellos. La teoría cuántica de campos proporciona una interpretación unificada de las antipartículas, que resuelve ambos problemas.

## Aniquilación partícula-antipartícula

Un ejemplo de un par de piones virtuales que influyen en la propagación de un kaón, haciendo que un kaón neutro se mezcle con el antikaón. Este es un ejemplo de renormalización en la teoría cuántica de campos, siendo necesaria la teoría de campos debido al cambio en el número de partículas.

Si una partícula y su antipartícula se encuentran en los estados cuánticos apropiados, entonces pueden aniquilarse la una a la otra y producir otras partículas. Las reacciones como:
e+  +  e-  →  γ  +  γ
(aniquilación de un par electrón-positrón en dos fotones) son un ejemplo del proceso.
La aniquilación de un par electrón-positrón en un solo fotón: e+  +  e-  →  γ
no puede ocurrir porque es imposible que se conserven la energía y el momento a la vez en este proceso. La reacción inversa es también imposible por esta razón. Sin embargo, este fenómeno se observa en la naturaleza; se puede crear un par electrón-positrón a partir de un solo fotón con una energía de al menos la masa de ambas partículas: 1.022 MeV. Lo cierto es que, según la teoría cuántica de campos, este proceso está permitido como un estado cuántico intermedio para tiempos suficientemente cortos en los que la violación de la conservación de la energía puede acomodarse al principio de incertidumbre de Heisenberg. Esto abre la vía para la producción de pares virtuales o su aniquilación donde el estado cuántico de una sola partícula puede fluctuar en un estado cuántico de dos partículas y volver a su estado inicial. Estos procesos son importantes en el Vacío cuántico y la renormalización de una teoría cuántica de campos. También abre el camino para una mezcla de partículas neutras a través de procesos como el mostrado aquí, que es un ejemplo complicado de la renormalización de la masa.

## Propiedades de las antipartículas
Los estados cuánticos de una partícula y de su antipartícula pueden intercambiarse aplicando la simetría de carga (C), paridad (P), y la simetría temporal (T). Si |p,σ,n> es el estado cuántico de una partícula (n), con momento p, espín J cuyo componente en la dirección z es σ, entonces tendremos
CPT |p,σ,n>  =  (-1)J-σ |p,-σ,nc>,
donde nc es el estado de carga conjugado, es decir, la antipartícula. Este comportamiento bajo CPT es el mismo que establece que una partícula y su antipartícula están en la misma representación irreducible del grupo de Poincaré. Las propiedades de las antipartículas pueden relacionarse así con las de las partículas. Si T es una buena simetría de la dinámica, entonces
T |p,σ,n>  α  |-p,-σ,n>
CP |p,σ,n>  α  |-p,σ,nc>
C |p,σ,n>  α  |p,σ,nc>,
donde el signo de proporcionalidad indica que podría existir un término de fase en el lado derecho de la ecuación. En otras palabras, la partícula y su antipartícula deben tener:
- La misma masa m,
- el mismo estado de espín J,
- cargas eléctricas opuestas q y -q.

## Teoría cuántica de campos
Esta sección utiliza las ideas, el lenguaje y la notación usada en la cuantización canónica de la teoría cuántica de campos.
Se puede intentar cuantizar el campo de un electrón sin mezclar los operadores de creación y aniquilación escribiendo:
ψ(x)  =  ∑k uk(x) ak e-i E(k)t,
donde se está usando el símbolo k para denotar los números cuánticos p y σ de las secciones anteriores, el signo de la energía E(k) y ak denota los operadores correspondientes de aniquilación. Por supuesto, como estamos tratando con fermiones, los operadores deberán satisfacer las relaciones canónicas anticonmutativas. Sin embargo, si escribimos el Hamiltoniano
H  =  ∑k E(k) a+k ak,
vemos inmediatamente que el valor esperado de H no necesita ser positivo. Esto ocurre porque E(k) puede tener cualquier signo posible, y la combinación de operadores de creación y de aniquilación tiene valor esperado 1 o 0.
Así pues se debe introducir el campo antipartícula de carga conjugada con sus propios operadores de creación y de aniquilación que satisfagan las siguientes relaciones:
bk'  =  a+k y b+k'  =  ak
donde k' tiene el mismo p, σ y signo de la energía opuestos. Así podemos reescribir el campo en la forma:
ψ(x)  =  ∑k(+) uk(x) ak e-i E(k)t  +  ∑k(-) uk(x) b+k e-i E(k)t,
donde el primer sumatorio se realiza sobre los estados positivos de energía y el segundo sobre los de energía negativa. La energía entonces se transforma en
H  =  ∑k(+) E(k) a+k ak  +  ∑k(-) |E(k)| b+k bk  +  E0,
donde E0 es una constante infinita negativa. El estado vacío se define como el estado que no contiene ninguna partícula ni antipartícula, es decir, ak |0> = 0 y bk |0> = 0. De esta forma la energía del vacío será exactamente E0. Como todas las energías se miden con respecto al vacío, H será definitivamente positiva. Un análisis de las propiedades de ak y de bk muestra que uno es el operador de aniquilación para las partículas y el otro para las antipartículas. Este es el caso de un fermión.
Esta aproximación se la debemos a Vladímir Fok, Wendell Furry y Robert Oppenheimer. Si se cuantiza un campo escalar real, entonces se encuentra que solo hay una clase de operador de aniquilación, así pues los campos escalares describen a los bosones neutros. Como los campos escalares complejos admiten dos clases diferentes de operadores de aniquilación, que están relacionados por conjugación, esos campos describen bosones cargados.

### Interpretación de Feynman y Stueckelberg
Considerando la propagación hacia atrás en el tiempo de la mitad del campo del electrón que tiene energías positivas, Richard Feynman mostró que se violaba la causalidad a menos que se permitiera que algunas partículas viajaran más rápidas que la luz. Pero si las partículas pudieran viajar más rápido que la luz entonces, desde el punto de vista de otro observador inercial parecería como si estuviera viajando atrás en el tiempo y con carga opuesta.
De esta forma Feynman llegó a entender de forma gráfica el hecho de que la partícula y su antipartícula tuvieran la misma masa m y spin J pero cargas opuestas. Esto le permitió reescribir la teoría de perturbaciones de forma precisa en forma de diagramas, llamados diagramas de Feynman, con partículas viajando adelante y atrás en el tiempo. Esta técnica es ahora la más extendida para calcular amplitudes en la teoría cuántica de campos.
Este gráfico fue desarrollado de forma independiente por Ernest Stueckelberg, y por eso se ha dado en llamar la interpretación de Feynman y Stueckelberg de las antipartículas.